# Heinrich Böll

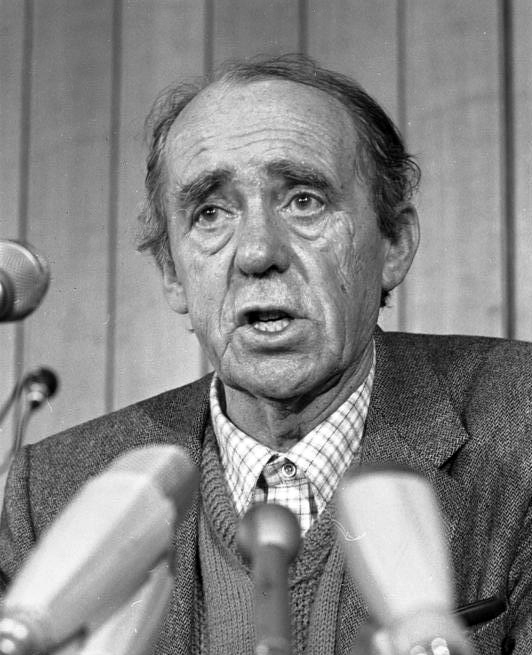
Heinrich Böll (1981)

Heinrich Theodor Böll (* 21. Dezember 1917 in Köln; † 16. Juli 1985 in Kreuzau-Langenbroich) war ein deutscher Schriftsteller. Er gilt als einer der bedeutendsten Autoren der Nachkriegszeit.
Als herausragender Erzähler der Trümmerliteratur stellte er in seinen Kurzgeschichten, die sich an Ernest Hemingway orientieren, die Zerstörung der Stadt, Hunger und Not der Überlebenden wie die Heimkehr und Desillusionierung der Kriegsteilnehmer dar. Ein schonungslos realistischer Zugriff unterscheidet ihn von jüngeren Zeitgenossen wie Wolfdietrich Schnurre (Jg. 1920) und Wolfgang Borchert (Jg. 1921). Zu seinen wichtigsten Kurzgeschichten gehören Der Mann mit den Messern, Wanderer, kommst du nach Spa…, Wiedersehen in der Allee, Die Waage der Baleks, Das Brot der frühen Jahre und Doktor Murkes gesammeltes Schweigen.
In populären Romanen wie Ansichten eines Clowns, Billard um halb zehn oder Gruppenbild mit Dame setzte er sich kritisch mit der jungen Bundesrepublik auseinander. Die verlorene Ehre der Katharina Blum, eine Parabel auf die Auswirkungen der gesellschaftlichen Polarisierung in Nachfolge der 68er-Bewegung und deren Inszenierung, gilt als zeitlose Kritik am Sensationsjournalismus. 1972 erhielt er den Nobelpreis für Literatur für seine literarische Arbeit, „die durch ihren zeitgeschichtlichen Weitblick in Verbindung mit ihrer von sensiblem Einfühlungsvermögen geprägten Darstellungskunst erneuernd im Bereich der deutschen Literatur gewirkt hat“.
Darüber hinaus arbeitete er gemeinsam mit seiner Frau Annemarie Böll als Übersetzer englischsprachiger Werke ins Deutsche und als Herausgeber. Sein Irisches Tagebuch (1957), eine bedeutende Reisebeschreibung deutscher Sprache, trug maßgeblich zum Irlandbild der Deutschen bei.

## Leben

### Jugend- und Kriegszeit (1917–1945)
Heinrich Böll wurde 1917 in der Kölner Südstadt geboren. Seine Eltern waren der Schreiner Viktor Böll und dessen zweite Frau Maria geb. Hermanns. Er war das achte Kind und der dritte Sohn seines Vaters. Die kleinbürgerliche Familie Böll war katholischen Glaubens und lehnte den Nationalsozialismus ab. 1922 zog sie in die Kreuznacher Straße im noch halb ländlichen Stadtteil Raderberg.
Von 1924 bis 1928 besuchte Böll die katholische Volksschule in Raderthal und wechselte danach auf das staatliche Kaiser-Wilhelm-Gymnasium in der Heinrichstraße. Die Inflation von 1923 führte zum Bankrott des väterlichen Geschäftes und erzwang 1930 den Umzug der Familie in eine Mietwohnung in der Maternusstraße. Nach Ansicht seines letzten Lektors Dieter Wellershoff erlebte Böll dies als „Vertreibung aus seinem Kindheitsparadies“, die er zu seinem literarischen Lebensthema machte. 1936 konnte die Familie eine großzügigere Wohnung am Karolingerring beziehen.
Nach dem Abitur im Jahr 1937 begann Böll eine Buchhändlerlehre in der Buchhandlung Math. Lempertz in Bonn, die er nach elf Monaten abbrach. In diese Zeit fielen seine ersten schriftstellerischen Versuche. Im November 1938 wurde er zum Reichsarbeitsdienst eingezogen, den er im März 1939 beendete. Im Oktober 1938 nahm er an einem „Einkehrtag“ für einrückende Rekruten teil, den er 1958 im Brief an einen jungen Katholiken eingehend schildert. Mit dem Sommersemester 1939 nahm er an der Universität zu Köln das Studium der Germanistik und der Klassischen Philologie auf und schrieb seinen ersten Roman, Am Rande der Kirche.
Im September 1939 wurde er in die Wehrmacht einberufen. Im April 1945 geriet er in US-amerikanische Kriegsgefangenschaft, aus der er im September entlassen wurde. Bölls Kriegserfahrungen sind in der 2001 veröffentlichten zweibändigen Ausgabe seiner Briefe aus dem Krieg 1939–1945 dokumentiert. Die meiste Zeit als Soldat war er Dolmetscher für die deutsche Besatzungsmacht. Eine dazu notwendige Französisch-Prüfung bestand Böll knapp. Im Dezember 1942 beklagte er sich in einem Brief bei seiner Frau, dass er vor allem Anordnungen an untergeordnete Hilfskräfte zu übersetzen hatte.
Während eines Fronturlaubs 1942 heiratete Heinrich Böll Annemarie Čech, eine Studienfreundin seiner Schwester Mechthild Böll. Der erste Sohn des Paares starb noch in seinem Geburtsjahr 1945. Die Söhne Raimund, René und Vincent kamen 1947, 1948 und 1950 zur Welt. In Briefen von der Front bat er seine Eltern mehrfach, ihm Pervitin zu schicken, das zu Beginn des Krieges in großem Umfang an Soldaten verteilt wurde. Auch nach dem Krieg soll er zeitweise davon abhängig geblieben sein.

### Literarische Anfänge (1945–1950)
Im Krieg hatte Böll hauptsächlich Briefe geschrieben. Danach nahm er das belletristische Schreiben wieder auf. Währenddessen übte er verschiedene Gelegenheitsjobs aus. Er immatrikulierte sich wieder an der Universität, hauptsächlich wegen der Lebensmittelkartenzuteilung. 1947 gab er sein Studium endgültig auf. In dieser Zeit ernährte vor allem Annemarie Böll die Familie durch ihr regelmäßiges Einkommen als Lehrerin und in den fünfziger Jahren als Übersetzerin. Heinrich Böll bezeichnete sich deshalb auch gerne als „Mann einer Beamtin“. Unter dem Titel Kreuz ohne Liebe entstand ab Juli 1946 der erste Nachkriegsroman (Beitrag zu einem Wettbewerb). Bölls erste Kurzgeschichten erschienen 1947 in Zeitschriften. Sie können als Nachkriegsliteratur bzw. als Kriegs-, Trümmer- und Heimkehrerliteratur bezeichnet werden. Zentrale Themen sind die Erfahrung des Krieges und gesellschaftliche Fehlentwicklungen der Nachkriegszeit in Deutschland. Einige der besten Kurzgeschichten erschienen 1950 in dem Sammelband Wanderer, kommst du nach Spa…, der Bölls Ruhm als Kurzgeschichtenautor begründete. Weitere Kurzgeschichten aus den ersten Nachkriegsjahren wurden, allerdings z. T. in bearbeiteter Form, in dem Sammelband Die Verwundung (1983) publiziert. 1949 erschien als erste selbständige Buchveröffentlichung die Kriegserzählung Der Zug war pünktlich, die, ins Französische übersetzt, 1953 auch in Jean-Paul Sartres Zeitschrift Les Temps Modernes veröffentlicht wurde.
Wichtige Quelle für diese Zeit ist der 1994 veröffentlichte Briefwechsel mit seinem engen Freund, dem Schriftsteller, Verleger und Drehbuchautor (So zärtlich war Suleyken) Ernst-Adolf Kunz (alias Philipp Wiebe), den er in der Kriegsgefangenschaft in Frankreich kennengelernt hatte („Die Hoffnung ist wie ein wildes Tier“, Kiepenheuer 1994, dtv 1997).

### Die Hauptwerke (1951–1971)
Zu einem ersten großen Erfolg für Heinrich Böll wurde sein Debüt bei der Gruppe 47 im Mai 1951. Zwar hatte Böll zu diesem Zeitpunkt bereits einige Werke veröffentlicht, diese waren allerdings noch nicht auf große Resonanz gestoßen. Die Einladung zur siebten Tagung der Gruppe 47 in Bad Dürkheim kam auf Vorschlag Alfred Anderschs zustande. Böll las die Satire Die schwarzen Schafe und gewann – wenn auch in einer knappen Entscheidung gegen Milo Dor – bei seinem ersten Auftritt den Preis der Gruppe 47, erhielt ein Preisgeld von 1000 DM und in der Folge einen Autorenvertrag bei Kiepenheuer & Witsch. Die anschließenden Jahre waren die schöpferischsten Heinrich Bölls. Dies beweisen die vielen Werke dieser Zeit, unter anderem Wo warst du, Adam? (1951), Und sagte kein einziges Wort (1953), Haus ohne Hüter (1954), Irisches Tagebuch (1957), Doktor Murkes gesammeltes Schweigen (1958), Billard um halbzehn (1959), Ansichten eines Clowns (1963) und Ende einer Dienstfahrt (1966). Seit dem Jahr 1954 verbrachte der Autor seine Sommerferien mit der Familie gerne auf der Insel Achill im Westen Irlands. „Gemischt“ wurden seine Bühnenstücke aufgenommen. Zwar war das Medieninteresse stets groß – zur Uraufführung von „Aussatz“ am 7. Oktober 1970 im Stadttheater Aachen gab es eine eigene Aufführung für die Pressevertreter –, während sich der anwesende Böll am 22. Dezember 1961 bei der Premiere seines Bühnenstücks Ein Schluck Erde Buh-Rufe und ein Pfeifkonzert anhören musste, das nur immer dann verstummte, wenn er die Bühne verließ.

### Öffentliche Person und Engagement ab Mitte der 1950er Jahre
In der Adenauer-Ära nahm Böll eine Gegenposition zum restaurativen Zeitgeist ein und galt auch in der Folgezeit als Protagonist der deutschen Linksintellektuellen.
Ab den 1950er-Jahren beschäftigte sich Heinrich Böll zunehmend mit den politischen Problemen seiner Heimat und anderer Länder wie Polen oder der Sowjetunion und setzte sich sehr kritisch mit ihnen auseinander. Die sowjetischen Schriftsteller und Dissidenten Alexander Solschenizyn (1974) und Lew Kopelew (1980) nahm Böll nach ihrer Ausreise als Gäste in seinem Haus auf.
Ab Mitte der 1950er-Jahre wurde Böll jahrelang über den Congress for Cultural Freedom vom US-Auslandsnachrichtendienst CIA als Quelle abgeschöpft.

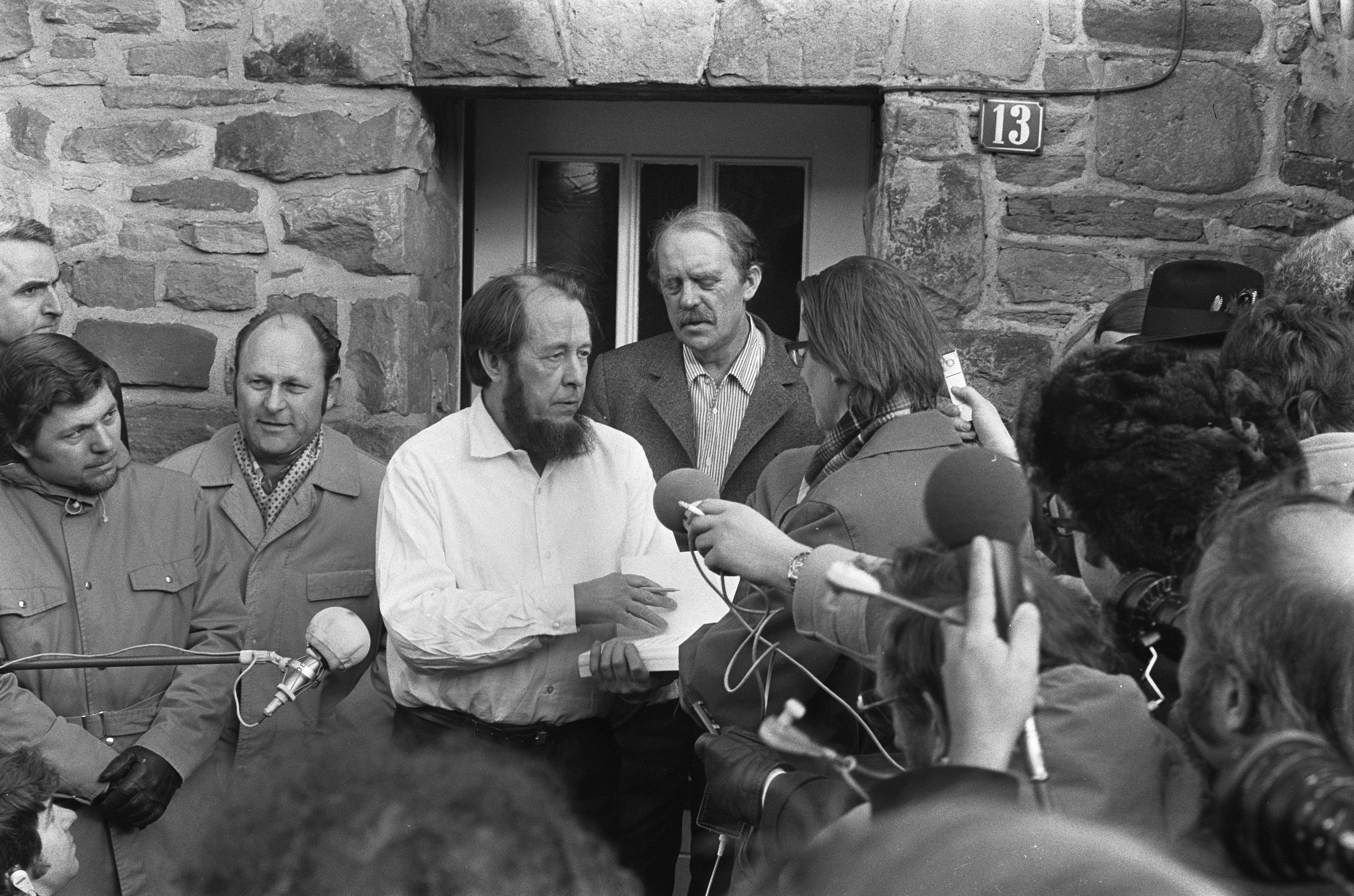
Alexander Solschenizyn mit Böll vor dessen Haus, 14. Februar 1974

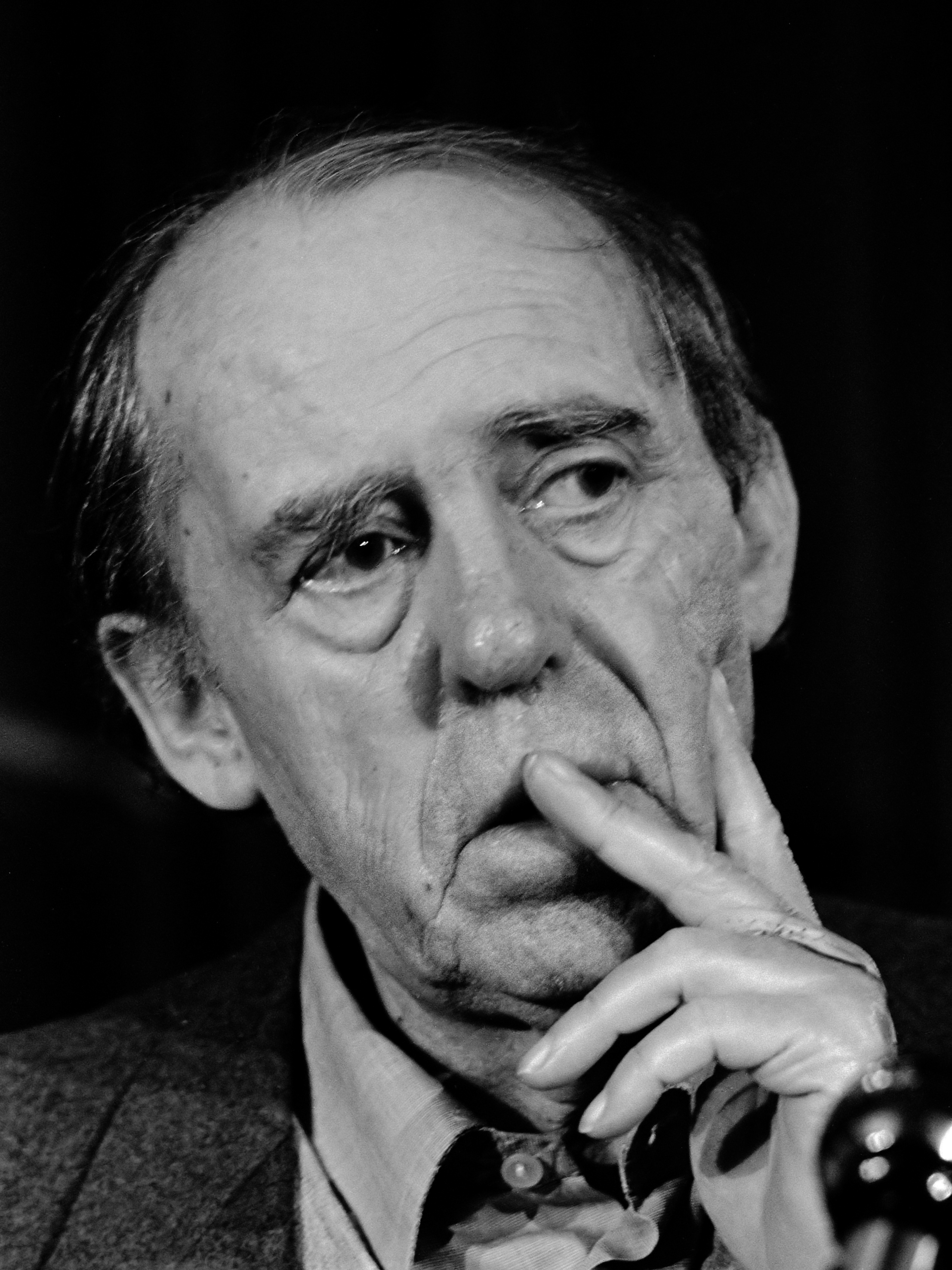
Heinrich Böll (1983)

Vom 16. April 1970 bis 1972 war er Vorsitzender des deutschen, vom 13. September 1971 bis 1974 auch Präsident des internationalen PEN-Clubs.
Der 1971 erschienene Roman Gruppenbild mit Dame ist nicht nur Bölls umfangreichster, sondern nach Meinung vieler Kritiker auch sein bedeutendster Roman. Nach Bölls eigenen Worten war er eine „Zusammenfassung und Weiterentwicklung“ seiner früheren Arbeiten. Er ergreift in diesem Werk Partei für die „Abfälligen“ (den „Abfall“) der Gesellschaft, für Außenseiter und Leistungsverweigerer. Der Roman wurde zum Bestseller. In diesem Jahr 1972 sorgte Böll für einen innenpolitischen Skandal, als er sich in einem Essay für den Spiegel unter dem Titel Will Ulrike Gnade oder freies Geleit? mit der Person und dem Werdegang der RAF-Terroristin Ulrike Meinhof beschäftigte und die Berichterstattung der Springer-Presse scharf angriff. Der Titel war vom Spiegel gegen Bölls Willen verändert worden, die durch die Nennung des Vornamens suggerierte Vertrautheit des Autors mit Meinhof entsprach weder Bölls Intention noch dem Inhalt des Textes. In konservativen Kreisen galt er seitdem als „geistiger Sympathisant“ des Terrorismus, worunter Heinrich Böll litt. Der CDU-Bundestagsabgeordnete Friedrich Vogel sprach damals von den „Bölls und Brückners“ als intellektuellen Helfershelfern des Terrors. Da die Behörden es nicht für ausgeschlossen hielten, dass gesuchte RAF-Mitglieder bei ihm Unterschlupf finden könnten, wurde bei ihm am 1. Juni 1972 in Langenbroich eine Hausdurchsuchung vorgenommen, worüber er sich fünf Tage später schriftlich bei Bundesinnenminister Hans-Dietrich Genscher beschwerte. Die genauen Umstände dieser Aktion, insbesondere die Zahl der eingesetzten Beamten, sind umstritten. Während Böll selbst von bis zu 20 Polizisten ausging, behauptete der damalige Einsatzleiter Helmut Conrads, nur er selbst und ein Kollege vom Landeskriminalamt hätten Böll einen Besuch abgestattet. Robert Spaemann, der sich an diesem Tag im Haus von Böll aufhielt, bestätigte jedoch, mehrere schwer bewaffnete Polizisten gesehen zu haben. Nachdem Böll dem Springer-Konzern Stimmungsmache und Verleumdung vorgeworfen hatte, eskalierte wiederum der Springer-Verlag. Es wurde eine Hetzkampagne gegen den Schriftsteller organisiert, die in Forderungen nach seiner Ausreise gipfelte. Im selben Jahr erhielt er im Herbst den Literaturnobelpreis. Er war seit 1960 jedes Jahr mit Ausnahme von 1967 für den Preis nominiert worden, seit 1969 sogar jedes Jahr mehrfach. 1972 wurde er von acht Personen nominiert.
1974 erschien Bölls bis heute wohl bekanntestes Werk, Die verlorene Ehre der Katharina Blum, das einen Beitrag zur Gewaltdebatte der 1970er-Jahre darstellt und sich besonders kritisch mit der Springer-Presse auseinandersetzt. Die Erzählung wurde in über 30 Sprachen übersetzt und von Volker Schlöndorff verfilmt. Das Buch wurde seinerzeit aus konservativen Kreisen ebenfalls massiv kritisiert und in völligem Widerspruch zu seiner Kernaussage vielfach als „Rechtfertigung von terroristischer Gewalt“ dargestellt, unter anderem vom späteren Bundespräsidenten Karl Carstens. Es wurde vor allem in den 1980er und 90er Jahren häufig im Deutschunterricht behandelt und rund 50.000 Mal pro Jahr gekauft. Bis 2017 wurden weltweit 2,7 Millionen Exemplare abgesetzt, damit ist es Bölls meistverkaufte Prosaarbeit.
In dieser Zeit befasste er sich auch mit mehreren Konflikten in Südamerika. Er versuchte mit den entsprechenden Parteien zu reden, so zum Beispiel mit einer bolivianischen Frauendelegation in Bolivien, um die Probleme vor Ort zu lösen. In Ecuador erkrankte Heinrich Böll infolge seines starken Tabakkonsums an einem Gefäßleiden im rechten Bein, weswegen er sich dort und später auch in Deutschland Operationen unterziehen musste.
Ende der 70er Jahre unterstützte er Rupert Neudeck in dessen Engagement für die vietnamesischen boat people, aus dem später die Hilfsorganisation Cap Anamur/Deutsche Not-Ärzte hervorging.
Er setzte sich auch kritisch mit der katholischen Kirche auseinander und trat 1976 demonstrativ aus ihr aus, ohne deswegen jedoch „vom Glauben abgefallen“ zu sein (der Kirchenaustritt wurde am 9. Januar 1976 vom Amtsgericht Düren beurkundet). Böll unterstützte die gegen die NATO-Nachrüstung gerichtete Friedensbewegung und nahm 1983 an einer Sitzblockade des Raketenstützpunktes auf der Mutlanger Heide teil. Gemeinsam mit anderen Prominenten wie Petra Kelly, Oskar Lafontaine, Erhard Eppler, Dietmar Schönherr und mit Tausenden von Demonstranten blockierte er vom 1. bis 3. September 1983 die Zufahrtswege zur Raketenstellung.
Der 1979 veröffentlichte Roman Fürsorgliche Belagerung entstand vor dem Hintergrund des sog. Deutschen Herbstes und verarbeitet eigene Erfahrungen des Autors, der wiederholt als Terroristen-Sympathisant verleumdet wurde und polizeiliche Maßnahmen zu erdulden hatte. Bölls letztes Werk Frauen vor Flußlandschaft, ein Bonn-Roman, entstand und erschien im Jahr 1985.

„Einmischung ist die einzige Möglichkeit, realistisch zu bleiben.“

### Tod

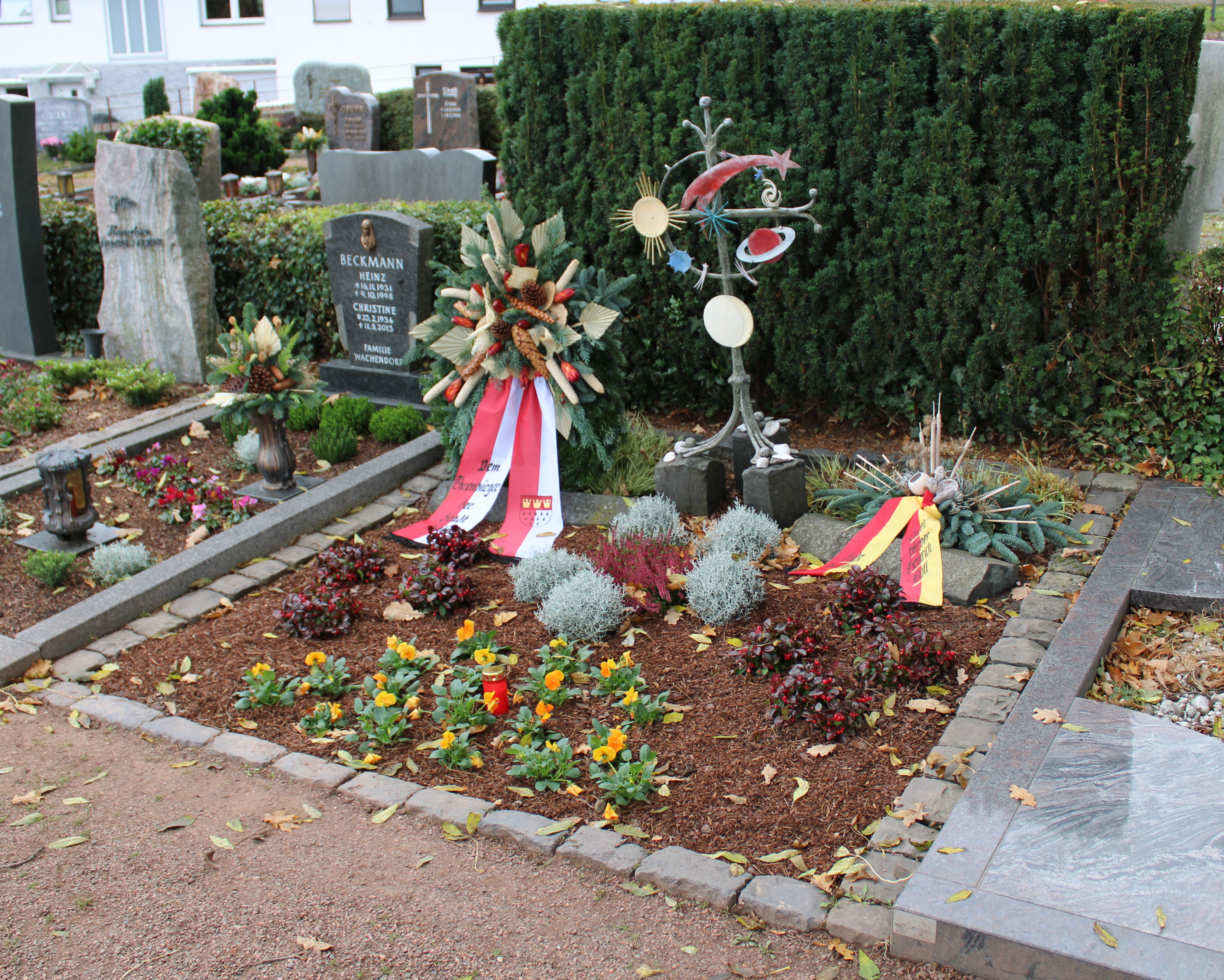
Grab der Eheleute Böll in Merten, gestaltet von ihrem Sohn René Böll

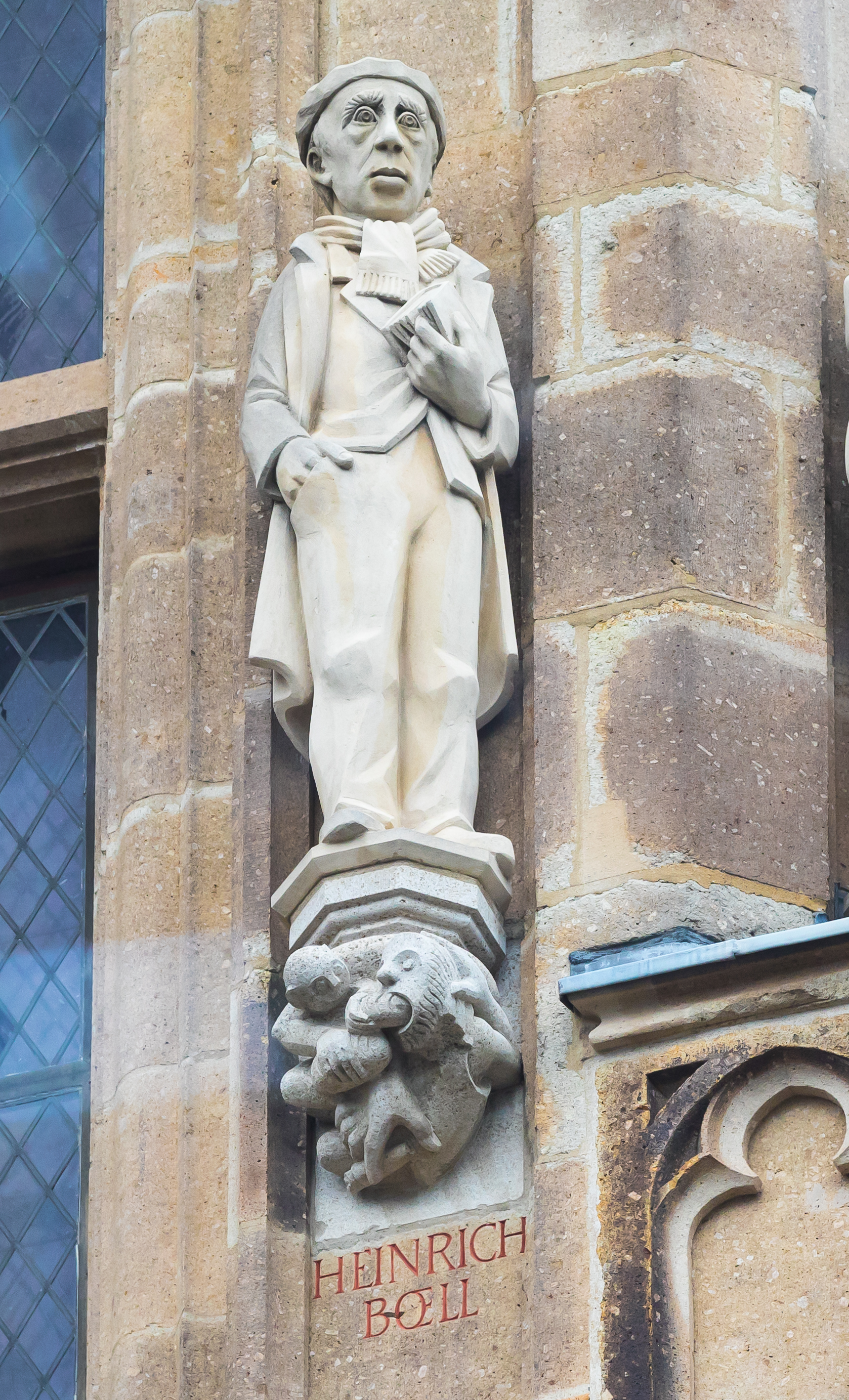
Heinrich Böll als Figur auf dem Kölner Rathausturm

Böll litt an einer Gefäßerkrankung. Seine letzten Lebensjahre von 1982 bis 1985 verbrachte er bei seinem Sohn René Böll in Merten in der Nähe von Köln. Anfang Juli 1985 wurde Böll in ein Krankenhaus in Köln gebracht, um eine weitere Operation vornehmen zu lassen. 
Nach dieser Operation kehrte er in sein Haus nach Langenbroich in die Voreifel zurück, wo er einen Tag später starb. Er wurde in Merten unter großer Anteilnahme der Bevölkerung von Herbert Falken, einem mit der Familie befreundeten Priester und Künstler, nach katholischem Ritus beerdigt. Bei der Beerdigung waren viele Kollegen und Politiker anwesend; auch der damalige Bundespräsident Richard von Weizsäcker nahm an der Trauerfeier teil. Bölls Ehefrau Annemarie wurde 2004 im selben Grab beigesetzt.

### Nachlass
Es erschienen einige ungedruckte Texte von Böll. Erst postum wurde 1992 Bölls erster in der Nachkriegszeit spielender Roman Der Engel schwieg von dem Wuppertaler Literaturwissenschaftler Werner Bellmann herausgegeben, der das Werk auch um ein erläuterndes Nachwort ergänzt hat. Das ab 1949 entstandene, 1951 vom Verlag Friedrich Middelhauve abgelehnte Manuskript vermochte der Autor seinerzeit lediglich in Teilen bzw. kapitelweise in Form von Kurzgeschichten zu veröffentlichen. 
Bislang gänzlich unveröffentlichte Erzähltexte sind 1995 unter dem Titel Der blasse Hund mit einem Nachwort von Heinrich Vormweg erschienen; in dieser Sammlung ist auch ein Text aus der Vorkriegszeit enthalten. Bölls erster in der Nachkriegszeit entstandene Roman Kreuz ohne Liebe wurde 2002 im Rahmen der Kölner Böll-Ausgabe publiziert. Die Romanhandlung ist in der Zeit des Nationalsozialismus angesiedelt, teils vor, teils in den Jahren des Zweiten Weltkriegs. 2004 wurde in der Kölner Böll-Ausgabe auch der 1939 entstandene Roman Am Rande der Kirche vorgelegt, der Bölls vehemente Auseinandersetzung mit der katholischen Amtskirche und dem bürgerlichen Katholizismus antizipiert, die sich später in Romanen wie Der Engel schwieg, Und sagte kein einziges Wort und Ansichten eines Clowns manifestiert hat.
Der Nachlass von Heinrich Böll wurde im Kölner Stadtarchiv aufbewahrt und bei dessen Einsturz am 3. März 2009 größtenteils stark beschädigt oder vernichtet. Erst im Januar 2009 hatte das Stadtarchiv für 800.000 Euro noch im Besitz der Erben befindliche Teile des Nachlasses angekauft, darunter weitere 6400 Manuskripte, Briefe und Dokumente Bölls. Nur ein kleiner Teil des Nachlasses, der sich gerade bei den Herausgebern der Gesamtausgabe von Bölls Werken befand, konnte vor der Beschädigung bewahrt bleiben. Bölls Nachlass war mit 380 Kartonkisten die größte Sammlung im Bestand des Kölner Stadtarchivs. Die Urkunde von Bölls Literatur-Nobelpreis konnte bald nach dem Einsturz geborgen werden.

## Rezeption

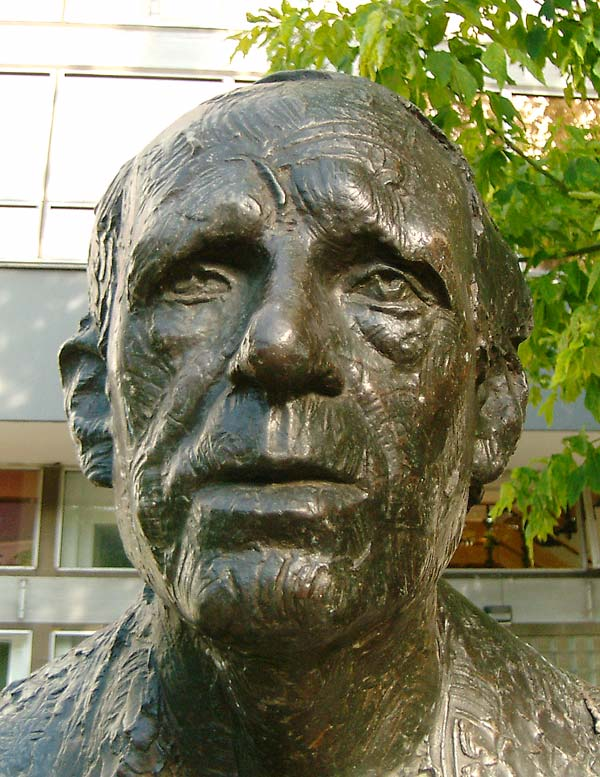
Böll-Skulptur von Wieland Förster, Greifswalder Straße, Prenzlauer Berg, Berlin

Heinrich Bölls Rolle als Schriftsteller, Repräsentant der deutschen Nachkriegsliteratur, Kollege und Intellektueller, wurde von Zeitgenossen wie späteren Literaturhistorikern, Kritikern und Schriftstellern unterschiedlich bewertet.

### Der Intellektuelle
Nach dem Tod wichtiger Repräsentanten der deutschen Literatur sowie zahlreicher achtungswürdiger Intellektueller, aber auch der sich verändernden Gesellschaft im Zuge der 68er Jahre, suchte die Öffentlichkeit nach einem Nachfolger, der nunmehr die einende Instanz in der Literatur und Gesellschaft verkörpern solle. Kritiker wie der Philosoph Karl Heinz Bohrer, aber auch der konservative Journalist Karl Korn lobten Böll, während Friedrich Sieburg sich für die Gegenfigur Gerd Gaiser aussprach. Der Kölner Bohrer rief den zu seinen Schriftstellerkollegen etwas älteren Böll als Klassiker aus. (FAZ, 23. Oktober 1967, Nr. 246). Ähnlich sah es sein Schriftstellerkollege Siegfried Lenz, während Carl Zuckmayer seine Achtung vor dem Menschen Böll zeigte.
Höhepunkt seines Intellektuellenlebens war gewiss die Auseinandersetzung mit dem Springer-Verlag und ihrer BILD-Zeitung 1972 anlässlich der Reaktionen auf seinem im Spiegel veröffentlichten Essay Will Ulrike Gnade oder freies Geleit? gewesen. Wie stark die Rolle des Intellektuellen mit der des Schriftstellers verwoben war, zeigt sich allein in der Fruchtbarkeit dieser Verbindung. Böll veröffentlichte zwei Jahre später die Erzählung Die verlorene Ehre der Katharina Blum, die zu den bedeutendsten Texten der deutschen Literatur nach 1945 gehört. Dagegen fand seine Rolle als Vermittler für osteuropäische Autoren und Helfer sowjetischer Dissidenten teils Respekt, aber auch Kritik. Peter Hacks ätzte anlässlich Bölls Einladung des Liedermachers Biermann 1976: „Böll, man kennt ihn, ist drüben der Herbergsvater für dissidierende Wandergesellen. Biermann hat in seinem Bett übernachtet, und ich hoffe, er hat nicht noch Solschenizyns Läuse darin gefunden.“ Sein medienwirksamer Kirchenaustritt wie das Engagement für die Friedensbewegung machten die Kontinuität seiner Funktion als moralische Instanz in der Bundesrepublik deutlich. Günter Grass resümierte über den Intellektuellen: „Geliebt, ja, im Ausland verehrt, gab er vielen Lesern und Zuhörern Orientierung und einen Begriff von Freiheit, der sich nicht auf die Marktwirtschaft beschränkte. Vielleicht war er deshalb einer Meute von Politikern und deren Claqueuren verhaßt, bis zu seinem Todestag am 16. Juli 1985.“

### Der Schriftsteller
Nicht eine Dekade nach seinem Tod erfuhr sein schriftstellerisches Wirken eine schärfere Kritik. Robert Gernhardt trug diese Neueinschätzung des Romanwerks 1994 in einem Spottvers vor: „Der Böll war als Typ wirklich klasse. / Da stimmten Gesinnung und Kasse. / Er wär’ überhaupt erste Sahne, / wären da nicht die Romane.“ Die Kritik zielte in ihrer Pauschalität auf eine völlige Abwertung des Romanwerks, bisweilen des Gesamtwerkes. Sein ehemaliger Verleger Reinhold Neven DuMont meinte, er habe „das Schicksal erlitten, das fast allen Autoren zuteil wird: Nach dem Tod, das klingt jetzt zynisch, gehen die Auflagen kurz nach oben, weil eine allgemeine Ergriffenheit herrscht, aber diese Ergriffenheit hält nicht lange vor. So war es auch bei Böll.“ Dagegen machte Norbert Niemann geltend, dass gerade die Ausrichtung auf die eigene Gegenwart nicht schädlich gewesen sei. „Es ist wie bei Balzac, über den Böll sagt: «Groß ist bei ihm auch, was teilweise misslungen erscheinen mag.» Und wie Balzac wird man ihn auch in Zukunft lesen als Spiegel einer verschwundenen Welt.“ Tanja Dückers ging 2007 so weit, dass Bölls Themen nicht abgeräumt seien, und sah aufgrund dessen eine Wiederkehr des Autors. Der Literaturkritiker Marcel Reich-Ranicki hingegen unterstützte DuMont in seiner Skepsis, wonach Böll vor allem für seine Zeit geschrieben habe: „Er ist weitgehend vergessen, und ich habe auch eine Vermutung, woran das liegt. […] er hatte eine Nase für Themen, die den Deutschen auf den Fingern brannten. Aber nun ist Böll 25 Jahre tot, heute sind ganz andere Themen aktuell, also wird der Abstand zu seinen Büchern und zu ihm unaufhaltsam immer größer.“ Die Abwertung der Romane, die insofern mit der Einschätzung der Literaturwissenschaft einhergeht, dass sie in Böll den wichtigsten Vertreter der deutschsprachigen Kurzgeschichte erkennt, zeichnet sich eher durch ihre Pauschalität als durch konkrete Kritik aus. Ulla Hahn monierte: „Bölls Themen konnten provozieren; ihre literarische Gestaltung war eher bieder. Heute können die Romane Bölls vor allem als Dokumente gelesen werden, da der Autor wohl immer mehr Gewicht auf die soziale und gesellschaftliche Seite von Literatur legte als auf ästhetische Aspekte.“ Dennoch wird der Roman Ansichten eines Clowns als einer der wenigen deutschen Nachkriegsromane neben Grass’ Die Blechtrommel oder Tauben im Gras von Wolfgang Koeppen weiterhin von breiten Leserschichten gelesen. Schriftstellerkollegen, darunter sein langjähriger Lektor Dieter Wellershoff, äußerten sich anlässlich seines 30. Todestages im Band „Ihr Neuen – was macht ihr denn jetzt?“ Schriftsteller erinnern sich an Heinrich Bölls Leben und Werk. 7 Beiträge anlässlich des 30. Todestages von H.B.
Bölls literarischer Rang misst sich trotz der Popularität einiger Romane nicht an seinem Romanschaffen, sondern an seinen frühen Kurzgeschichten aus der Nachkriegszeit und der Novelle Die verlorene Ehre der Katharina Blum. Als Erzähler von Kurzgeschichten schloss er stilistisch an Ernest Hemingway an und übertrug dessen lakonische, klassizistische Prosa ins Deutsche, transferierte aber den Stoizismus und die kühle Romantik des Vorbilds, die der US-Amerikaner nicht selten durch den Machismo maskierte, in einen humanistischen Blick. Angesichts des geschilderten Schreckens entzog sich die Erzählstimme somit der Verurteilung der Figuren, ohne sie freizusprechen. Ähnlich verfuhr er mit seinem Vorbild John Steinbeck, den er ebenfalls nicht eins zu eins in die deutsche Umgebung übertrug, sondern an die deutschen Verhältnisse anpasste. Während die gleichfalls von Steinbeck bediente Sentimentalität in den Romanen weitaus stärker präsent ist, teilte er Steinbecks Vorzug des Bildes gegenüber dem Ton, im krassen Gegensatz zu den Modernisten, die in ihrer Dekonstruktion des Bildes ikonoklastische Züge annahmen. Erzählmittel der klassischen Moderne, besonders die Montage, gebrauchte er jedoch in seinem Roman Gruppenbild mit Dame, was dessen Wertschätzung in der Literaturwissenschaft erklärt. Sein Hausverlag Kiepenheuer & Witsch gab 2006 eine Auswahl seiner Kurzgeschichten und Erzählungen heraus, darunter einige der bedeutendsten Kurzprosatexte der deutschen Literatur wie Wanderer, kommst du nach Spa…, Nicht nur zur Weihnachtszeit, Das Brot der frühen Jahre und Doktor Murkes gesammeltes Schweigen. Weitere wichtige Kurzgeschichten sind Die Botschaft, An der Brücke, Der Mann mit den Messern, Wiedersehen in der Allee und Die Waage der Baleks. Verbreitung in Schulen fand die Anekdote zur Senkung der Arbeitsmoral. Den 1957 veröffentlichten Text Der Wegwerfer hat Böll selbst aus seinem Kurzgeschichten-Œuvre herausgehoben; er nannte ihn 1965 „die beste Geschichte, die ich je geschrieben habe“. Das 1957 erschienene Irische Tagebuch gehört zu den wichtigsten literarischen Reiseschilderungen deutscher Sprache im 20. Jahrhundert. Carl Zuckmayer lobte „die Einfachheit, Klarheit, Genauigkeit seiner Sprache“. Die aus Impressionen bestehende Sammlung von drei Irlandreisen zeichnet sich durch die scheinbar unverstellte, perspektivische Darstellung der Insel aus.

### Kölner Ausgabe
Ein Gemeinschaftsprojekt der Heinrich-Böll-Stiftung, des Verlages Kiepenheuer & Witsch, der Erbengemeinschaft Heinrich Böll und des Heinrich-Böll-Archivs der Stadtbibliothek Köln trägt den Namen Kölner Ausgabe der Werke Heinrich Böll. Im Zuge dieses Vorhabens wurden alle veröffentlichten und einige unveröffentlichte Texte neu herausgegeben und kommentiert. Einzelbände dieser Ausgabe erscheinen seit dem Jahr 2002 und wurden mit dem Erscheinen des 25. bis 27. Bandes im November 2010 abgeschlossen.

### Würdigungen
Mehrere Institutionen tragen den Namen des Schriftstellers; so die der Partei der Grünen nahestehende Heinrich-Böll-Stiftung und das Heinrich-Böll-Archiv, eine Dokumentations- und Informationsstelle über sein Leben und Werk. Bölls Ferienhaus auf Achill Island und sein Haus in Langenbroich dienen als Böll Cottage und Heinrich-Böll-Haus Stipendiaten als vorübergehende Bleibe. Auch zahlreiche Schulen wurden nach dem Dichter benannt. Von der Stadt Köln wird seit 1985 der Heinrich-Böll-Preis für „herausragende Leistungen auf dem Gebiet der deutschsprachigen Literatur“ vergeben. Im August 2017 wurde von der Stadt Bornheim ein Heinrich-Böll-Weg als Spazierweg am Rande der Ortsteile Merten und Rösberg angelegt.
1997 wurde die Heinrich-Böll-Stiftung e. V. als Nachfolgerin des Stiftungsverband Regenbogen offiziell gegründet. Der Stiftungsverband war in den 1980er-Jahren aus den Stiftungen Buntstift (Göttingen), Frauen-Anstiftung (Hamburg) und Heinrich-Böll-Stiftung (Köln) hervorgegangen. Die Aufgaben der ersten Böll-Stiftung in Köln bestanden einerseits in der Förderung von Bildungs- und Forschungsprojekten, die im Sinne und Geiste des Namensgebers sind, wobei die Themen Migration, Demokratie, Geschlechtergerechtigkeit und Umwelt im Zentrum stehen; andererseits wirkte die Stiftung bei der Sammlung, Edition und Veröffentlichung von Werken Bölls mit. Seit dem Zusammenschluss der Teilverbände des Stiftungsverband Regenbogen unter dem Dach der erneuerten Heinrich-Böll-Stiftung ist der Verein die „nahestehende Stiftung“ der Partei Bündnis 90/Die Grünen.
Außerdem wird seit 1985 der Heinrich-Böll-Preis verliehen (anfangs jährlich, später alle zwei Jahre). Er wird von der Stadt Köln gestiftet und ist mit 20.000 € dotiert. Der Preis wird für herausragende Leistungen auf dem Gebiet der deutschsprachigen Literatur verliehen, auch an wenig bekannte Autoren.
Das Kölner Museum Ludwig zeigte aus Anlass des 100. Geburtstages Bölls eine Ausstellung mit dem Titel „Die humane Kamera. Heinrich Böll und die Fotografie“ vom 1. September 2017 bis zum 7. Januar 2018. Dabei ging es um Bölls Verhältnis zur Fotografie – „als Person des öffentlichen Lebens, als Gegenstand seiner Betrachtung, als Hilfsmittel für sein literarisches Schaffen und als Motiv in seinen Schriften“.

## Auszeichnungen und Ehrungen
- 1951 Literaturpreis der „Gruppe 47“ für Die schwarzen Schafe
- 1953 Deutscher Kritikerpreis
- 1953 Förderpreis des Kulturkreises der deutschen Wirtschaft im BDI e. V.[56]
- 1955 Prix du Meilleur livre étranger für die französische Übersetzung von Haus ohne Hüter
- 1958 Eduard von der Heydt-Kulturpreis der Stadt Wuppertal
- 1960 Charles-Veillon-Preis für Billard um halbzehn
- 1967 Georg-Büchner-Preis für das schriftstellerische Gesamtwerk
- 1972 Nobelpreis für Literatur
- 1974 Carl-von-Ossietzky-Medaille
- 1974 Mitglied der American Academy of Arts and Letters
- 1975 Mitglied der Akademie der Künste (Berlin)
- 1979 Bundesverdienstkreuz (wird von ihm abgelehnt)
- 1982 Ehrenbürger der Stadt Köln[57]
- 1983 Professorentitel des Landes Nordrhein-Westfalen
- 1983 Mitglied der American Philosophical Society[58]
- 1984 Mitglied der American Academy of Arts and Sciences
- 1984 Commandeur im Ordre des Arts et des Lettres
- 2010 Ehrenbürger der Stadt Bornheim; postum verliehen anlässlich seines 25. Todestages[59]
- 2015 Dankbarkeitsmedaille des Europäischen Zentrums der Solidarność, postum verliehen für seine Unterstützung der Solidarność-Bewegung im Kampf für Freiheit und Demokratie[60]
- 2017 Briefmarke der Deutschen Post zum 100. Geburtstag Heinrich Bölls zu 0,70 € für den Standardbrief[61]

Am 11. April 1998 wurde der Asteroid (7873) Böll nach ihm benannt.

## Werke

### Originalausgaben
- Die Botschaft. Kurzgeschichte. In: Karussell, Kassel August 1947.
- Der Mann mit den Messern. Erzählung. In: Karussell, Kassel April 1948.
- Der Zug war pünktlich. Erzählung. Middelhauve, Opladen 1949.
- Wanderer, kommst du nach Spa…. (25) Erzählungen. Middelhauve, Opladen 1950.
- Die schwarzen Schafe. Erzählung. Middelhauve, Opladen 1951.
- Wo warst du, Adam? Roman. Middelhauve, Opladen 1951.
- Nicht nur zur Weihnachtszeit. Eine humoristische Erzählung. FVA, Frankfurt am Main 1952.
- Die Waage der Baleks. Kurzgeschichte. In: F.A.Z. 1953.
- Und sagte kein einziges Wort. Roman. Kiepenheuer & Witsch, Köln 1953.
- Haus ohne Hüter. Roman. Kiepenheuer & Witsch, Köln 1954.
- Das Brot der frühen Jahre. Erzählung. Kiepenheuer & Witsch, Köln 1955.
- Irisches Tagebuch. Kiepenheuer & Witsch, Köln 1957.
- Im Tal der donnernden Hufe. Erzählung. Insel, Wiesbaden 1957 (Insel-Bücherei 647).
- Die Spurlosen. Hörspiel. Nachwort von Rudolf Walter Leonhardt. Bredow-Institut, Hamburg 1957 (Hörwerke der Zeit 9).
- Der Bahnhof von Zimpren. Kurzgeschichte. In: Die Zeit, 1958.
- Doktor Murkes gesammeltes Schweigen und andere Satiren. Kiepenheuer & Witsch, Köln 1958.
- Billard um halbzehn. Roman. Kiepenheuer & Witsch, Köln 1959.
- Erzählungen, Hörspiele, Aufsätze. Kiepenheuer & Witsch, Köln 1961.
- Ein Schluck Erde. Drama (UA Düsseldorf 1961). Vorwort von Joachim Kaiser. Kiepenheuer & Witsch, Köln 1962 (Collection Theater 3).
- Als der Krieg ausbrach. Als der Krieg zu Ende war. Zwei Erzählungen. Insel, Frankfurt am Main 1962 (Insel-Bücherei 768).
- Ansichten eines Clowns. Roman. Kiepenheuer & Witsch, Köln 1963. (Platz 1 der Spiegel-Bestsellerliste in den Jahren 1963 und 1964)
- Entfernung von der Truppe. Erzählung. Kiepenheuer & Witsch, Köln 1964.
- Ende einer Dienstfahrt. Erzählung. Kiepenheuer & Witsch, Köln 1966. (Platz 1 der Spiegel-Bestsellerliste vom 7. Oktober 1966 bis zum 16. April 1967)
- Hausfriedensbruch. Hörspiel – Aussatz. Schauspiel. Kiepenheuer & Witsch, Köln 1969 (pocket 4).
- Gruppenbild mit Dame. Roman. Kiepenheuer & Witsch, Köln 1971. (Platz 1 der Spiegel-Bestsellerliste vom 30. August bis zum 19. September und vom 27. September bis zum 24. Oktober 1971)
- Die verlorene Ehre der Katharina Blum oder: Wie Gewalt entstehen und wohin sie führen kann. Erzählung. Kiepenheuer & Witsch, Köln 1974. (Platz 1 der Spiegel-Bestsellerliste vom 26. August bis zum 3. November 1974)
- Berichte zur Gesinnungslage der Nation. Kiepenheuer & Witsch, Köln 1975 (pocket 64).
- Du fährst zu oft nach Heidelberg und andere Erzählungen. Eine Sammlung von 18 Erzählungen. Lamuv, Bornheim-Merten 1979.
- Fürsorgliche Belagerung. Roman. Kiepenheuer & Witsch, Köln 1979. (Platz 1 der Spiegel-Bestsellerliste vom 27. August bis zum 4. November 1979)
- Was soll aus dem Jungen bloß werden? Oder: Irgendwas mit Büchern. Lamuv, Bornheim-Merten 1981.
- Das Vermächtnis. Erzählung. Lamuv, Bornheim-Merten 1982.
- Die Verwundung und andere frühe Erzählungen. Lamuv, Bornheim-Merten 1983.[62]
- Bild – Bonn – Boenisch. Lamuv, Bornheim-Merten 1984.
- Frauen vor Flußlandschaft. Roman in Dialogen und Selbstgesprächen. Kiepenheuer & Witsch, Köln 1985. (Platz 1 der Spiegel-Bestsellerliste vom 16. September bis zum 15. Dezember 1985)

Postum erschienen:
- Der General stand auf einem Hügel. Erzählung. In: Neue Rundschau, 102. Jg. (1991), Heft 2.
- Der Engel schwieg. Roman. Mit einem Nachwort von Werner Bellmann. Kiepenheuer & Witsch, Köln 1992.
- Der blasse Hund. Elf Erzählungen. Mit einem Nachwort von Heinrich Vormweg. Kiepenheuer & Witsch, Köln 1995.
- Kreuz ohne Liebe. Roman. In: H. B. Werke. Kölner Ausgabe, Band 2. Kiepenheuer & Witsch, Köln 2002.
- Am Rande der Kirche. Roman. In: H. B. Werke. Kölner Ausgabe, Band 1. Kiepenheuer & Witsch, Köln 2004.[63]
- Man möchte manchmal wimmern wie ein Kind. Die Kriegstagebücher 1943–1945. Kiepenheuer & Witsch, Köln 2017, ISBN 978-3-462-05020-2.

### Werkausgaben (Auswahl)
- Werke 1–10. Hrsg. von Bernd Balzer. Kiepenheuer & Witsch, Köln 1977/78.
- In eigener und anderer Sache. Schriften und Reden 1952–1985. Neun Bände. Deutscher Taschenbuch Verlag, München 1985–1988.
- Kölner Ausgabe. 26 Bände + 1 Registerband. Herausgegeben von Árpád Bernáth, Hans Joachim Bernhard, Robert C. Conard, Frank Finlay, J. H. Reid, Ralf Schnell und Jochen Schubert. Kiepenheuer & Witsch, Köln 2002–2010.

### Lyrik
- Heinrich Böll: „Ein Jahr hat keine Zeit“. Gedichte. Herausgegeben von René Böll, Gabriele Ewenz und Jochen Schubert. Kiepenheuer & Witsch, Köln 2021, ISBN 978-3-462-00224-9.

### Übersetzungen
Die 1995 von Werner Bellmann veröffentlichte Bibliographie verzeichnet über siebzig Übersetzungen von Annemarie und Heinrich Böll, unter anderem von Werken Brendan Behans, Eilís Dillons, O. Henrys, Paul Horgans, Bernard Malamuds, Zindzi Mandelas, Jerome David Salingers und George Bernard Shaws.
- Ich – der Komödiant. Die Memoiren des Joseph Grimaldi. Vorgelegt von Boz ‹ Pseudonym von Charles Dickens ›. Ins Deutsche gebracht von Annemarie Böll und Heinrich Böll. Eingeleitet von Hilde Spiel. Siedler, Berlin 1983, ISBN 3-88680-085-7.

### Briefe
- Die Hoffnung ist wie ein wildes Tier. Der Briefwechsel zwischen Heinrich Böll und Ernst-Adolf Kunz 1945–1953. Hrsg. von Herbert Hoven. Kiepenheuer & Witsch, Köln 1994.
- Briefe aus dem Krieg 1939–1945. 2 Bände, hrsg. und kommentiert von Jochen Schubert. Kiepenheuer & Witsch, Köln 2001, ISBN 3-462-03022-1.
- Heinrich Böll – Lew Kopelew. Briefwechsel. Mit einem Essay von Karl Schlögel. Hrsg. von Elsbeth Zylla. Steidl, Göttingen 2011, ISBN 978-3-86930-363-5.
- Paul Celan. Briefwechsel mit den rheinischen Freunden: Heinrich Böll, Paul Schallück, Rolf Schroers. Hrsg. von Barbara Wiedemann. Suhrkamp, Berlin 2011, ISBN 978-3-518-42257-1.
- Briefwechsel Jenny Aloni – Heinrich Böll: Ein deutsch-israelischer Dialog. Hrsg. von Hartmut Steinecke. Aisthesis, Bielefeld 2013, ISBN 978-3-89528-997-2.
- Norbert Bicher: Heinrich Böll, Willy Brandt und die SPD. Eine Beziehung in Briefen, Texten, Dokumenten. J.H.W. Dietz, Berlin 2017, ISBN 978-3-8012-0512-6.
- Ingeborg Bachmann, Heinrich Böll. Salzburger Bachmann Edition: »Was machen wir aus unserem Leben?«. Der Briefwechsel.  Herausgegeben von Renate Langer. Mit einem Vorwort von Hans Höller. Piper, München; Suhrkamp, Berlin 2025, ISBN 978-3-518-42606-7.

### Gespräche, Interviews
- Heinrich Böll mit Christian Linder: Drei Tage im März. Ein Gespräch. Kiepenheuer & Witsch. Reihe: Pocket 65, Köln 1975
- Heinrich Böll mit Lew Kopelew: Warum haben wir aufeinander geschossen? Lamuv, Bornheim 1981
- Heinrich Böll mit Lew Kopelew und Heinrich Vormweg: Antikommunismus in Ost und West. Zwei Gespräche. Bund, Köln 1982
- Heinrich Böll mit Heinrich Vormweg: Weil die Stadt so fremd geworden ist… Gespräche [1976–1982]. Lamuv, Bornheim 1985
- Heinrich Böll. Werke. Kölner Ausgabe. Bd. 24–26: Interviews I–III. Kiepenheuer & Witsch, Köln 2009–2010.
- Heinrich Böll mit Elke Heidenreich und Jürgen Lodemann, Literaturmagazin Café Größenwahn, SWR, 42 Min., 29. Oktober 1983

## Verfilmungen seiner Werke
- Die Stunde der Wahrheit. Fernsehspiel, basierend auf dem Hörspiel Bilanz. Erstsendung: ARD, 22. April 1958. Regie: Gustav Burmester. Darsteller: Elisabeth Bergner, Heinz Klevenow, Albrecht Schönhals, Hanns Lothar, Manfred Steffen.
- Irland und seine Kinder. Fernseh-Reportage, BR Deutschland, 1961, Drehbuch: Heinrich Böll, Produktion: WDR, ARD. „Eine poetische Schilderung Irlands“.
- Das Brot der frühen Jahre. Spielfilm, BR Deutschland, 1962, Regie: Herbert Vesely, Darsteller: Christian Doermer, Vera Tschechowa, Karen Blanguernon, Kinopremiere: 22. Mai 1962 bei den Filmfestspielen in Cannes. 
Der Film gilt als Vorläufer des Jungen Deutschen Films und wurde mit fünf Bundesfilmpreisen ausgezeichnet.
- Hauptstädtisches Journal / Filmtitel: Machorka-Muff. Kurz-Spielfilm, BR Deutschland, 1962, 18 Min., Regie: Danièle Huillet und Jean-Marie Straub, Darsteller: Erich Kuby.
- Doktor Murkes gesammeltes Schweigen. Spielfilm, BR Deutschland, 1964, Regie: Rolf Hädrich, Darsteller: Dieter Hildebrandt, Dieter Borsche. Nach der gleichnamigen Satire von 1958.
- Doktor Murkes gesammelte Nachrufe. Spielfilm, BR Deutschland, 1965, Regie: Rolf Hädrich, Darsteller: Dieter Hildebrandt, Robert Meyn, Dieter Borsche.
- Billard um halbzehn. / Filmtitel: Nicht versöhnt oder Es hilft nur Gewalt, wo Gewalt herrscht. Spielfilm, BR Deutschland, 1965, Regie: Danièle Huillet und Jean-Marie Straub, Darsteller: Heinrich Hargesheimer, Carlheinz Hargesheimer, Martha Staendner, Danièle Huillet. 
 Einer der ersten Filme des Jungen Deutschen Films.
- Nicht nur zur Weihnachtszeit. Fernseh-Spielfilm, BR Deutschland, 1970, Regie: Vojtěch Jasný, Erstsendung: ZDF, 30. Dezember 1970, Darsteller: Edith Heerdegen, René Deltgen, Peter Ehrlich, Rolf Becker, Edeltraud Elsner. Nach der gleichnamigen Satire von 1952.
- Ende einer Dienstfahrt. Fernseh-Spielfilm, BR Deutschland, 1971, Regie: Hans Dieter Schwarze, Darsteller: Alois Maria Giani, Heinrich Huber, Wolfgang Büttner, Günter Strack, Wolfgang Hofmann, Peter Loth, Hermann Günther, Hanns Ernst Jäger. Nach der gleichnamigen Erzählung von 1966.
- Haus ohne Hüter. Fernseh-Spielfilm, BR Deutschland, 1975, Regie: Rainer Wolffhardt, Erstsendung: ZDF, 20. Januar 1975, Darsteller: Renate Schroeter, Karin Baal, Günter Lamprecht, Lina Carstens.
- Ansichten eines Clowns. Spielfilm, BR Deutschland, 1975, Regie: Vojtěch Jasný, Darsteller: Helmut Griem, Hanna Schygulla, Eva-Maria Meineke, Gustav Rudolf Sellner, Hans Christian Blech, Alexander May, Jan Niklas, Rainer Basedow, Kinopremiere: 14. Januar 1976.
- Die verlorene Ehre der Katharina Blum. Spielfilm, BR Deutschland, 1975, Regie: Volker Schlöndorff und Margarethe von Trotta, Darsteller: Angela Winkler, Mario Adorf, Jürgen Prochnow, Kinopremiere: 10. Oktober 1975 in neun Kinos der BRD.
- Gruppenbild mit Dame. Spielfilm, Frankreich, BR Deutschland, 1977, Regie: Aleksandar Petrovic, Darsteller: Romy Schneider, Brad Dourif, Vadim Glowna, Richard Münch, Kurt Raab, Otto Sander, Kinopremiere: 26. Mai 1977 bei den Filmfestspielen in Cannes.
- Die verschobene Antigone. Drehbuch-Entwurf von Böll für Volker Schlöndorffs Beitrag (= 12. Episode) zu dem Film Deutschland im Herbst, Kinopremiere: Februar 1978, Darsteller in der Antigone-Episode: Angela Winkler, Vadim Glowna; weitere Regisseure: Alf Brustellin, Bernhard Sinkel, Rainer Werner Fassbinder, Alexander Kluge, Edgar Reitz.
- Es wird etwas geschehen. Kurzspielfilm, 2003, 15 Min., 35 mm/Dolby SR, Buch und Regie: Roland Gießer, Darsteller: Rufus Beck, Hanns Zischler, Sky DuMont, Peter Rühring, Johannes Silberschneider und andere. Für Bildungsträger im Verleih des FWU Grünwald, basierend auf der gleichnamigen Kurzgeschichte.
- Anekdote zur Senkung der Arbeitsmoral. Kurzspielfilm, 2004, Regie: Bastian Brockmann, Julia Hirsch-Hoffmann, Darsteller: Thomas Heinze, Helmut Rühl. Auf Bölls Anekdote basiert auch der Trickfilm Urlaubsfreude von Eva Schneider.

## Vertonungen
- Tilo Medek: Katharina Blum. Oper in fünf Tagen und einem Nachspiel (entstanden 1984/1986), uraufgeführt am 20. April 1991 am Theater Bielefeld. Das Libretto schrieb Dorothea Medek, die Ehefrau des Komponisten.
- Dieter Schnebel: Mit diesen Händen für Violoncello mit Rundbogen und Stimme, uraufgeführt von Michael Bach und William Pearson am 14. Dezember 1992 im Gürzenich zu Köln, anlässlich der Gedenkveranstaltung zum 75. Geburtstag Heinrich Bölls. Zugrunde liegt ein 1947 von Böll verfasster Kurzprosatext (veröffentlicht 1992 im Kölner Museums-Bulletin; Wiederabdruck in Bd. 3 der Kölner Ausgabe).
- Der Komponist Giselher Klebe schrieb im Auftrage des Rheinischen Merkurs und der Stadt Bonn ein Weihnachtsoratorium, in dessen Mittelpunkt der Text Die Kunde von Bethlehem von Heinrich Böll steht. Das siebzigminütige Werk für Mezzosopran, Bariton, Sprecher, gemischter Chor und großes Orchester wurde 1989 im Rahmen der 2000-Jahr-Feier der Stadt Bonn in der Bonner Beethovenhalle uraufgeführt.
- Rolly Brings: „Wir kommen weit her / Mer kumme wick her“. Lyrik von Heinrich Böll ins Kölsche übersetzt und vertont von Rolly Brings & Bänd. Original-Texte: Heinrich Böll, kölsche Fassung: Rolly Brings, Peter Brings, Stephan Brings (1990) Musik: Rolly Brings & Bänd, Produziert von Rolly Brings & Bänd (1992). Verlag: Kiepenheuer & Witsch; Chlodwig II / Ufa (P) 1993 Chlodwig Musik (LC) 0193 Electrola / EMI.
- Der Komponist Helmut Oehring hat Texte Heinrich Bölls zu einem „dokupoetischen Instrumentaltheater für 16 InstrumentalVokalSolistInnen, drei Sängerinnen, KindersolistInnen, vorproduzierte Zuspiele und Live-Elektronik“ verarbeitet: KUNST MUSS (zu weit gehen) oder DER ENGEL SCHWIEG. Uraufführung (unter Mitwirkung von René Böll): 11. Dezember 2017, Staatenhaus, Köln.